# Moulin à vent à Čurug
Le moulin à vent à Čurug (en serbe cyrillique : Ветрењача у Чуругу ; en serbe latin : Vetrenjača u Čurugu) est un moulin à vent situé à Čurug, dans la province de Voïvodine, dans la municipalité de Žabalj et dans le district de Bačka méridionale, en Serbie. Il est inscrit sur la liste des monuments culturels de grande importance de la république de Serbie (identifiant no SK 1099).

## Présentation
Le moulin a été construit en Hongrie en 1843 et, trois ans plus tard, il a été déplacé à Čurug.
Il est bâti en briques et forme un cône tronqué sur lequel repose un toit conique recouvert de bardeaux. L'espace intérieur est constitué de quatre niveaux : un rez-de-chaussée, deux étages et un grenier. Au rez-de-chaussée se trouvent trois réceptacles pour recueillir la farine qui est fabriquée par trois meules en pierre placées au niveau supérieur ; les derniers étages abritent le mécanisme du moulin.
Par sa structure et son fonctionnement, le moulin à vent de Čurug est très proche du moulin à vent de Melenci et de celui de Belo Blato.

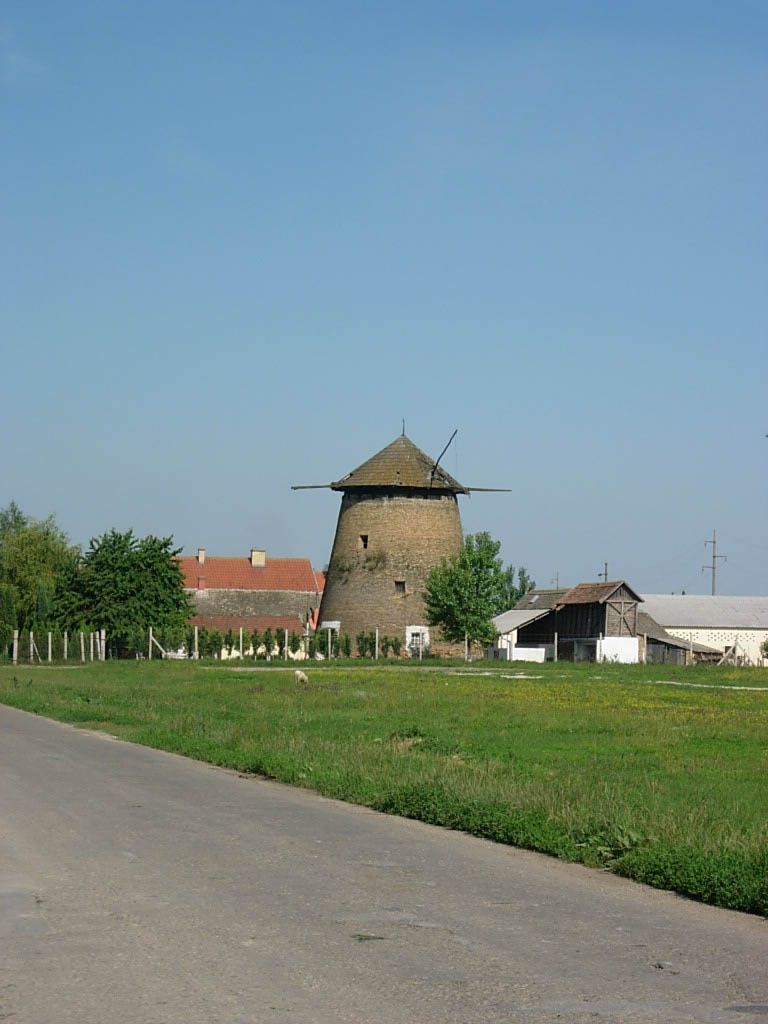
Autre vue du moulin de Čurug
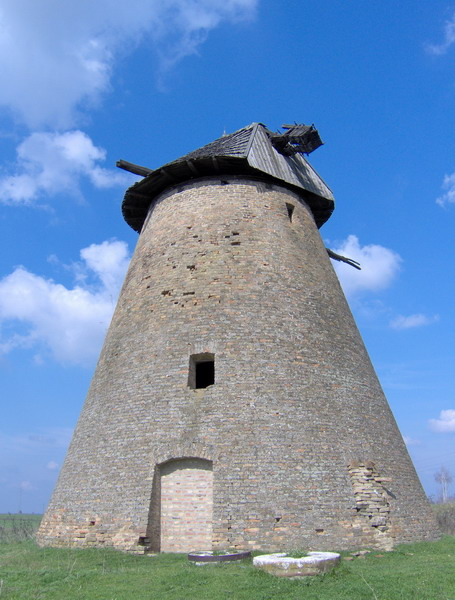
À titre de comparaison : le moulin à vent de Melenci.